# Bordúria
A Bordúria é um país fictício localizado na Europa Oriental, representado na série de histórias em quadrinhos As Aventuras de Tintin. É vizinha da Sildávia, país ao qual tenta anexar. A capital é Szohôd e a língua oficial é o Borduro.

## História
Em 1195, a Bordúria anexou o seu vizinho a Sildávia. A ocupação só terminou em 1275, quando o Barão Almazout expulsou os Bordúros após uma guerra de 6 meses, e se tornou no rei Ottokar I da Sildávia. 
Em 1939, nos eventos narrados em “O Ceptro de Ottokar” (Le Sceptre d'Ottokar, 1939), a Bordúria procura, sem sucesso, causar um golpe de Estado na Sildávia, tentando eliminar o rei e invadir o país. O golpe de estado falhado levou a que Kûrvi-Tasch tomasse o poder na Bordúria.
Alguns observadores acreditam que, no díptico “Objectivo Lua / Rumo à Lua” (Objectif Lune, 1953 / On a marché sur la Lune, 1964) a Bordúria é o país que tenta capturar o foguete lunar da Sildávia. Em qualquer caso, nunca o é mencionado de forma expressa, mas tudo aponta para que sim, pois um dos malfeitores é o coronel borduro Sponsz.

## Política
O regime da Bordúria em 1956 é a ditadura militar. Possui uma policia secreta – a ZEP – e um ditador de cariz militarista.
Após a Segunda Guerra Mundial, é sugerido que o país se tornou comunista, mas não de forma explícita. Os indícios mais conclusivos, surgem em “O caso Girassol”  (L'Affaire Tournesol, 1956), em que se pinta um retrato de um país que glorifica o ditador Kûrvi-Tasch (cujo bigode evoca o de Joseph Stalin e cujo nome é baseado em Plexiglas®, recordando uma paródia  ao pseudónimo de Stalin, directamente inspirado pelo aço – cf. “сталь” em russo, “steel” em inglês ou “Stahl” em alemão –, e onde os visitantes do Ocidente estão constantemente acompanhados por “guias” da polícia secreta. Por outro lado, a saudação militar bordúra, Amaïh Pleksy-Gladz recorda na sua consonância germânica a saudação nazista Heil Hitler! Podemos, dessa forma, ver na Bordúria uma caricatura do totalitarismo em geral, seja a União Soviética Stalinista ou a Alemanha de Hitler.

### Relações internacionais
Em 1976, na história “Tintin e os Pícaros” (Tintin et les Picaros, 1976), o governo da Bordúria apoiou o General Tapioca, o ditador de San Theodoros, uma república das bananas fictícia da América do Sul, enviando-lhe conselheiros militares. Oficialmente, o General Tapioca e San Theodoros adoptam a ideologia da Bordúria, a prova disso pode ser visto na página 22 de “Tintin e os Pícaros”, quando o Coronel Sponsz está a falar com o Coronel Alvarez no antigo escritório de San Theodoros este atinge um busto de Kûrvi-Tasch com uma rolha. 
Outro ponto em comum entre os dois países é a sua tradição de liderança militar do estado e de governo e no que respeita aos muitos coronéis que contratam. Os equipamentos militares e  governamentais em San Theodoros muitas vezes incorporam os símbolos da Bordúria (bigode estilo Stalinista).
Mais recentemente, a Bordúria fez dois pedidos para entrar na União Europeia, um em 2003 e outro em 2011, mas foram ambos recusados.

## Cultura
Tal como a Sildávia, a Bordúria tem ou teve o islão como uma das suas religiões. Em “O caso Girassol”  (L'Affaire Tournesol, 1956), é visível um minarete por trás dos edifícios modernistas em torno da estátua de Kûrvi-Tasch. A arquitectura típica é ao estilo jugoslavo, edifícios antigos com modernos edifícios Comunistas.
Os borduros parecem ser grandes apreciadores de ópera.

## Economia
As montanhas no norte da Bordúria são muito ricas em volfrâmio e cobre, que constituem 45% das exportações do país.
A Bordúria é um dos maiores produtores de vidro a nível mundial. Os machados tradicionais borduros são muito procurados pelos turistas que visitam Szohôd.

## Língua
Os livros de Tintim retratam pobremente a língua do pais. O Bordúro, aparece em fragmentos. Tal como o Sildávo, a linguagem parece ser baseado no dialecto holandês de Bruxelas, Marols. Pode-se verificar isso em palavras como "mänhir" para "mestre" (cf. holandês "mijnheer").

### Lexico
- amaïh! = saudações!, viva!
- hôitgang = saída (< Hol. uitgang)
- mänhir = senhor (< Ale. Meinherr)
- ointhfan = recepção
- platz = praça
- pristzy! = juramento (< Fr. sapristi)
- szonett = campainha (< Fr. sonnette)
- sztôpp = stop
- tzhôl = alfândega (< Ale. Zoll)
- zserviz = serviço
- zsnôrr = bigode (< Hol. snor)

## A Bordúria no mundo real
Segundo o Google Maps a localização exata da Bordúria é no norte da Eslavônia no condado de Bjelovar-Bilogora nos arredores das cidades de Bjelovar e Severin, ou seja, os dois países fictícios (Sildávia e Bordúria) estão totalmente no leste da Croácia.